# サード・クラス
サード・クラスは、1997年に結成されたインディーズバンド。2003年からは、TOMOVSKY、ワタナベイビー、知久寿焼などのバックバンドとしても活動している。

## メンバー
はかまだ卓（ボーカル&ギター）1974年4月25日生まれ。北海道網走市出身。本名は袴田卓也
- 尚美ミュージックカレッジ専門学校卒業後1996年に前身バンド「袴田卓也と3つ数えろ」結成、1997年にサードクラス結成。2003年頃に「ヤング100V」のギターも担当。ソロ活動もしており2003年に「伝説」、2017年に「ふるさと」リリース。作詞作曲も行なう。

大塚やよい（キーボード）1976年3月3日生まれ。千葉県木更津市出身。本名は大塚弥生。
- 1996年に「袴田卓也と3つ数えろ」所属、1997年サードクラスに所属。2019年には知久寿焼率いるちくちんどん楽団に所属。そこでは大正琴、鍵盤、コーラスを担当。

大塚久生（ギター）1970年3月24日生まれ。東京出身
- ニーネとしても活動中。クメムラヒトミ脱退後、定行祥一と同時期にサード・クラスに加入。

定行祥一（ドラム）1969年4月11日生まれ。福岡県出身
- 大塚久生同様ニーネとしても活動中。クメムラヒトミ脱退後大塚久生と同時期にサード・クラスに加入。

### 元メンバー
- 永井健二郎（ベース）1974年11月8日生まれ　大阪堺市出身。
  - 1996年「袴田卓也と3つ数えろ」、1997年サードクラス所属。1998年11月21日に脱退、現在もベーシストとして活動中。
- 山本寛（ドラム）1974年12月22日生まれ  神奈川県鎌倉市出身。
  - 1997年サードクラス所属。1998年11月21日脱退。2002年からは、kuhというバンドのドラマーとしても活躍中。
- 馬見塚順之（メタルベース）1977年6月11日生まれ。神奈川県横浜市出身。
  - 永井健二郎脱退後1999年5月18日に所属。2000年には 芝浦工業大学 卒業。2002年2月9日脱退後は2004年に馬軍団を結成。2014年からは馬軍団暫定措置として活動。2015年にはmamiyjpとしてYouTuberとしても活動中。
- 篠田紘平（ベース）1975年生まれ。愛知県名古屋市
  - Q熱というバンドにも所属していた。馬見塚順之脱退後2002年5月3日サポートベースとして加入後に正式メンバーとして入る。イラストレーターや絵本作家としても活動中。2006年4月26日に脱退。2023年8月29日にはおいもだいさくせんという絵本を出版。
- ムトゥ・アラータ（ヴァイオリン）6月21日生まれ 東京出身。本名は武藤新。
  - 1996年に「袴田卓也と3つ数えろ」のサポートヴァイオリンとして所属。1997年にサードクラス所属。2011年に活動休止以降は個人活動のみを行う。
- クメムラヒトミ（ドラム）9月22日生まれ。本名は久米村人美。宮崎県出身。
  - 2000年サード・クラス加入。サード・クラスで20年弱活動したが「サード・クラスで、やりきった」ことで脱退。同時に大木温之サポートメンバーも辞る。

### サポートメンバー
- 篠田絋平（ベース）その後メインメンバー入る。
- ワタナベイビー（ベース）ホフディランとしても活動中2008年からサポート入る。
- 大木温之（ベース）The ピーズとしても活動中 2007年にバンドTOMOVSKYに所属2015年からサポートメンバー入る。

## 来歴
- 1996年、はかまだ卓を中心に前身バンド「袴田卓也と3つ数えろ」結成。解散後1997年「サードクラス」結成。
- 1998年秋葉原goodmanを中心にライブ。UKプロジェクトにデモテープを送りその後1stアルバム「ファーストクラス」をリリース。11月21日ベースの永井健二郎とドラムの山本寛脱退。
- 1999年2月26日ドラムのクメムラヒトミ加入。 5月18日メタルベースの馬見塚順之加入
- 2000年「サード・クラス」に改名。
- 2001年TOMOVSKYと出会う。テレビ神奈川「ミュートマジャパン」にていわきりなおと制作MV「脱皮」が1ヶ月間オンエアされる。
- 2002年2月9日メタルベースの馬見塚順之脱退。5月3日ベースの 篠田絋平 加入。
- 2003年TOMOVSKYのバックバンド始め、7・8カ所でツアーをする。ワタナベイビーソロのバックバンドを始める。テレビ神奈川「ミュートマジャパン」にていわきりなおと制作MV「アジアンマームカントリー」が1ヶ月間オンエアされる。
- 2004年知久寿焼のバックバンドも始める。
- 2005年setyoufree参加で全国行脚。
- 2006年竹中直人誕生日パーティのオープニングで演奏。忌野清志郎と共演。 4月26日篠田絋平脱退。
- 2008年ワタナベイビーがサポートベースで参加。
- 2011年大阪で初のワンマンライブ。ヴァイオリンのムトゥアラータ活動休止。
- 2015年大木温之がサポートベースで参加。
- クメムラヒトミが脱退。大木温之もサポートベースを辞す。
- 2024年ニーネのギター大塚久生とドラムの定行祥一加入。

## ディスコグラフィ

### サード・クラス

#### アルバム
- ファーストクラス（1998.12.10発売）1stアルバム
- 繁栄（2000.3.10発売）
- ミクロ・ポップ（2001.7.26発売）ミニアルバム
- 赤のサード･クラス～1997-2003（2003.7.9発売）ミニアルバム
- 青のサード・クラス（2003.9.25発売）
- ほのぼのテイク（2004.6.3発売）ミニアルバム
- 愛くらら（2006.1.26発売）
- 山椒魚のくしゃみ（2011.1.20発売）
- ユメリシア（2015.9.9発売）
- キューピット（2024.4.25発売）

### 袴田卓也と3つ数えろ時代
- 怒りの檸檬（1996発売）

#### カセットテープ
- ハイラインレコード200個限定カセットテープ「恩恵」・「脱皮」

#### DVD・VHS
- VHS
  - うわさのサード・クラス（2003年発売）いわきりなおと制作のMVやライブ映像を収録
- DVD
  - 不思議な六月の夜（2006年発売）
    - 2005年ライブ映像を収録

  - 不思議な巌流島ライブ～秋のお楽しみツアー～（2007年発売）
    - 2006.10.6小倉バードマンハウス　（ダイジェスト）
    - 2006.10.7山口県巌流島でのライブ映像

  - 2009年4月26日サード・クラスワンマンショー （2009.10.12.発売）
    - 2009.4.26新宿REDCLOTHにて行われたワンマンライブをノーカットで収録されたDVD

#### CD-R
- SINGLES（2008.6.21発売）
  - 2007年11月から毎月1曲入りCD-Rを発売したものを1枚にまとめたCD-R

### はかまだ卓ソロCD・CD-R
- 伝説　（2003.7.23.発売）はかまだのソロアルバム
- 「高校録音ベスト」CD-R（2008年発売）
  - はかまだが高校時代に録音した曲から厳選した曲を収録
- ふるさと（2017.8.25発売）
- 「はかまだ卓（サード・クラス）作品集1」CD-R（2018年発売）
- 「はかまだ卓（サード・クラス）作品集2」CD-R（2019年発売）
- 「はかまだ卓（サード・クラス）作品集3」CD-R（2021年発売）
- 「はかまだ卓（サード・クラス）作品集4」CD-R（2021年発売）

### オムニバス
- 新宿ミーティング（2001.10.7発売）サード・クラス：「かたくなに」ライブバージョン収録
- 不思議な六月の夜（2005年発売）サード・クラス：「年上想い」収録
- 不思議な六月の夜その2（2006年発売）

## ミュージック・ビデオ
| 監督               | 曲名                                                 |
| ------------------ | ---------------------------------------------------- |
| いわきりなおと     | 「脱皮」「アジアンマームカントリー」「似たもの同志」 |
| 不明               | 「年上想い」                                         |
| 小林洋介＆草野翔吾 | 「白い太陽」                                         |
| ドブリン           | ｢空を飛ぶ｣                                           |

## 関連人物
- ニーネ
- TOMOVSKY
- カステラ
- ワタナベイビー
- 知久寿焼
- 石川浩司
- 滝本晃司
- たま
- 大木温之
- ヤング100V
- いわきりなおと
- Theピーズ
- 竹中直人
- ドブリン
- POLYSICS
- ザ・チャーハンズ
- YO-KING
- UKプロジェクト